# Jatimerta
Jatimerta is een bestuurslaag in het regentschap Cirebon van de provincie West-Java, Indonesië. Jatimerta telt 4624 inwoners (volkstelling 2010).